# جریان متناوب

منحنی سبز رنگ، جریان متناوب را نشان می‌دهد.

جریان متناوب (به انگلیسی: Alternating current) (اختصاری AC)، جریان الکتریکی است که برخلاف جریان مستقیم که مقدار آن ثابت است، جهت (و مقدار) جریان آن به صورت متناوب در حال تغییر است.
برق تحویل داده‌شده به شرکت‌ها و منازل، متناوب است. شکل موج جریان متناوب معمولاً به‌صورت یک موج سینوسی است.

## تاریخچه:
در مصارف صنعتی، تجاری و خانگی از جریان متناوب استفاده می‌شود. ویلیام استنلی جی آر، کسی است که یکی از اولین سیم‌پیچ‌های عملی را برای تولید جریان متناوب طراحی کرد. طراحی وی یک صورت ابتدایی ترانسفورماتور نوین بود که به نام سیم‌پیچ القایی نامیده می‌شد. از سال ۱۸۸۱ میلادی تا ۱۸۸۹ میلادی سیستمی که امروزه استفاده می‌شود، توسط نیکلا تسلا، جرج وستینگهاوس، لوییسین گاولارد، جان گیبس و الیور شالنجر طراحی شد.
سیستمی که توماس ادیسون برای اولین بار برای توزیع الکتریسیته بکار برد، به دلیل استفاده از جریان مستقیم محدودیت‌هایی داشت (البته امروزه این محدودیت‌ها برداشته شده و مثلاً در روش اچ‌وی‌دی‌سی از جریان مستقیم برای انتقال قدرت استفاده می‌شود). اولین انتقال جریان متناوب در فواصل زیاد در سال ۱۸۹۱م نزدیک تلوراید، کلرادو اتفاق افتاد که چند ماه بعد در آلمان ادامه پیدا کرد. توماس ادیسون به علت اینکه حقوق انحصاری اختراعات متعددی را در فناوری جریان مستقیم (دی‌سی) داشت، استفاده از جریان مستقیم را به شدت حمایت می‌کرد، اما درنهایت جریان متناوب نیکولا تسلا به عرصه استفاده عمومی آمد. چارلز پروتیوس استاین‌متز از جنرال الکتریک بسیاری از مشکلات مرتبط با تولید الکتریسیته و انتقال آن را با استفاده از جریان متناوب حل کرد.

## انتقال، توزیع و منبع تغذیه خانگی
ولتاژ متناوب می‌تواند با یک ترانسفورماتور افزایش یا کاهش پیدا کند. در ولتاژ بالاتر، انتقال توان به‌طور قابل توجهی مؤثرتر خواهد بود. تلفات در یک رسانا برابر حاصل ضرب مربع جریان در مقاومت رساناست که با استفاده از فرمول زیر محاسبه می‌شود
{\displaystyle P_{\rm {L}}=I^{2}R\,}
بنابراین در انتقال یک توان ثابت بر روی سیم داده شده اگر جریان ۲ برابر شود تلفات توان ۴ برابر خواهد شد.
توان منتقل شده برابر حاصل ضرب جریان در ولتاژ است (با فرض اینکه اختلاف فاز وجود نداشته باشد)
{\displaystyle P_{\rm {T}}=IV}
بنابراین همان توان را می‌توان با ولتاژ بالاتر و جریان کمتری منتقل کرد از این رو در هنگام انتقال مقدار زیادی از توان، استفاده از ولتاژ بالا سودمندتر است (در حدود صدها کیلو وات).
با این حال ولتاژ بالا نیز معایبی دارد یکی از مهم‌ترین مشکلات افزایش عایق مورد نیاز و به‌طور کلی مشکل در مدیریت ایمنی آنهاست. در یک نیروگاه، برق در یک ولتاژ مناسب برای ژنراتور تولید می‌شود و سپس ولتاژ آن برای انتقال افزایش می‌یابد.
در نزدیکی بارها، ولتاژ انتقال به ولتاژ مورد استفادهٔ وسایل کاهش می‌یابد. ولتاژ مصرف‌کننده بسته به کشور و اندازهٔ بار متفاوت است. اما به‌طور کلی موتورها و روشنایی‌های ساخته شده از چند صد ولت بین فازها استفاده می‌کنند.
ولتاژ تحویل داده شده به تجهیزاتی مثل روشنایی و موتورها استاندارد است (با یک محدوده مجاز ولتاژ بیشتر از آنچه انتظار می‌رود تجهیزات کار کند). توان استاندارد ولتاژ استفاده و درصد تلورانس سیستم‌ها ی قدرت موجود در جهان متفاوت است.
سیستم انتقال برق جریان مستقیم ولتاژ بالا (اچ‌وی‌دی‌سی) نوین در مقایسه با سیستم‌های جریان متناوب به عنوان وسیله‌ای برای حجم کارآمدتر انتقال توان الکتریکی در طول فواصل طولانی رایج‌تر است. با این حال سیستم‌های اچ‌وی‌دی‌سی گران‌تر می‌شود و در مسافت‌های کوتاه نسبت به ترانسفورماتورها کارایی کمتری دارند.
انتقال با جریان مستقیم ولتاژ بالا هنگامی که ادیسون، وستینگهاوس و تسلا سیستم قدرت خود را طراحی کردند ممکن نبود چون به لحاظ اقتصادی راهی برای تبدیل برق اِی‌سی به دی‌سی و برعکس وجود نداشت.
تولید الکتریکی ۳ فاز بسیار رایج است. ساده‌ترین حالت آن سه سیم پیچ جداگانه است که بر روی محور ژنراتور با اختلاف فاز ۱۲۰ درجه نسبت به هم نصب می‌شوند. سه شکل موج جریان تولید می‌شود که دارای اختلاف فاز ۱۲۰ درجه‌ای نسبت به هم و اندازه یکسان هستند. اگر سیم پیچی به آن اضافه شود (فاصله ۶۰ درجه) فاز مشابه با قطبیت معکوس تولید می‌کند بنابراین می‌توان به راحتی آن‌ها را با هم سیم‌کشی کرد.
در عمل به‌طور معمول از آرایش قطبی بزرگتر استفاده می‌شود. برای مثال یک ماشین ۱۲ قطبی ۳۶ سیم پیچ (۱۰ درجه فاصله) خواهد داشت و مزیتش این است که با سرعت پایین‌تر می‌تواند کار کند به عنوان مثال یک ماشین ۲قطبی در حال کار در ۳۶۰۰ آرپی‌ام و یک ماشین ۱۲قطبی در حال اجرا در ۶۰۰ آرپی‌ام تولید فرکانس مشابه می‌کند. این عمل برای ماشین‌های بزرگتر کارآمدتر است.
اگر بار بر روی یک سیستم سه فاز به‌طور صحیح متعادل شده باشد جریانی از نقطهٔ خنثی عبور نخواهد کرد حتی در بدترین حالت نامتعادل (خطی) بار جریان خالص از بالاترین جریان فاز تجاوز نمی‌کند. بارهای غیرخطی (مثل کامپیوتر) ممکن است به یک گذرگاه بزرگ نول و یک سیم نول در تابلوی توزیع بالادست برای رفتار هارمونیک نیاز داشته باشند. هارمونیک می‌تواند منجر به تجاوز سطوح جریان سیم نول از یک یا همه فازها شود.
برای سه فاز در ولتاژ مصرفی معمولاً از سیستم ۴ سیمه استفاده می‌شود هنگامی که ولتاژ سه‌فاز کاهش می‌یابند معمولاً یک ترانسفورماتور با اولیه دلتا (سه سیم) و ثانویه ستاره (۴سیم، مرکز ارت) استفاده می‌شود بنابراین نیازی به نول در طرف عرضه‌کننده وجود ندارد.
برای مصرف‌کنندگان کوچک‌تر تنها یک فاز و نول یا دو فاز و نول به مالک داده می‌شود. برای تأسیسات بزرگ‌تر هر سه فاز و نول به تابلوی توزیع اصلی داده می‌شود. ممکن است هر دو مدار تک فاز و ۳ فاز از تابلوی اصلی آغاز شود.
سیستم‌های تک فاز ۳ سیمه با یک ترانسفورماتور با سَر وسط و دو سیم جریان دار یک طرح توزیع متداول برای ساختمان‌های کوچک مسکونی و تجاری در شمال آمریکاست. این طرح گاهی اوقات به اشتباه به عنوان دو فاز خوانده می‌شود. مشابه این روش به دلیل‌های مختلف در سایت‌های ساخت و ساز در انگلستان استفاده می‌شود. وسایل برقی کوچک و روشنایی‌ها قرار است به وسیله ترانسفورماتور با سَر وسط محلی با ولتاژ ۵۵ ولت بین هر سیم برق و زمین تغذیه شوند. این روش به‌طور قابل توجهی خطر شوک الکتریکی وقتی که یکی از سیم‌های جریان دار بدون عایق در یک وسیله است را کاهش می‌دهد. این خطا در حالی است که بین دو سیم در زمان کار کردن وسیله ولتاژ منطقی ۱۱۰ ولت وجود دارد.
سومین سیم، سیم اتصال (ارت) نامیده می‌شود و معمولاً بدنهٔ قطعاتی که در ارتباط مستقیم با مدار الکتریکی نیستند را به زمین وصل می‌کند.
در صورت وقوع خطا، سیم زمین می‌تواند جریان کافی را برای راه‌اندازی یک فیوز و جدا کردن مدار دارای خطا، از خود عبور دهد. همچنین اتصال زمین به این مفهوم است که ساختمان مجاور دارای ولتاژ ی برابر ولتاژ نقطه خنثی است. شایع‌ترین نوع خطای الکتریکی (شوک) در صورتی رخ می‌دهد که چیزی (معمولاً یک نفر) به‌طور تصادفی بین یک هادی فاز و زمین مداری تشکیل دهد. در این صورت یک جریان خطا از فاز به زمین ایجاد می‌شود که به جریان پس ماند معروف است. یک مدار شکن جریان پس ماند طراحی شده‌است تا چنین مشکلی را شناسایی کند و مدار را قبل از اینکه شوک الکتریکی منجر به مرگ شود قطع کند.
در کاربردهای صنعتی (سه فاز) بسیاری از قسمت‌های مجزای سیستم خنثی به زمین متصلند که این امر موجب می‌شود تا جریان‌های کوچک زمین، که همواره بین یک ژنراتور و یک مصرف‌کننده (بار) در حال عبور هستند را متعادل کند. این سیستم زمین کردن این اطمینان را به ما می‌دهد که اگر خطایی رخ دهد، جریانی که از نقطه خنثی می‌گذرد به یک سطح قابل کنترل محدود شده باشد. این روش به سیستم خنثی زمین چندگانه معروف است.

## فرکانس‌های منابع جریان متناوب
نیکلا تسلا فرکانس ۶۰ هرتز را به عنوان کمترین فرکانسی که منجر به عدم بروز پدیده چشمک‌زنی قابل مشاهده در روشنایی‌های خیابان‌ها می‌شد، انتخاب کرد. از فرکانس ۲۵ هرتز بیش از آنی که در آبشار نیاگارا تولید شود، در اونتاریو و آمریکای شمالی استفاده می‌شده‌است.
هنوز هم ممکن است برخی از ژنراتورهای ۲۵ هرتز در آبشار نیاگارا مورد استفاده واقع شوند. فرکانس پایین طراحی موتورهای الکتریکی کم سرعت را ساده می‌سازد و می‌توان آن را به صورت بهتر و موثرتری تولید کرده و انتقال داد، اما منجر به چشمک زدن قابل ملاحظه‌ای در روشنایی‌ها می‌شود. در کاربردهای دریایی، نظامی، صنعت نساجی، دریایی، کامپیوترهای پردازنده مرکزی، هواپیما، و فضاپیما ممکن است گاهی فرکانس ۴۰۰ هرتز را به علت مزیتهای مختلف فنی مورد استفاده قرار دهند. برق ۱۶٫۷ هرتزی ولتاژ بالا هم هنوز در برخی از سیستم‌های راه‌آهن اروپا از جمله در اتریش، آلمان، نروژ، سوئد و سوئیس به چشم می‌خورد.

## ریاضیات ولتاژ اِی‌سی

یک موج سینوسی، خط چین:rms

جریان متناوب به وسیلهٔ ولتاژ متناوب ایجاد می‌شود. ولتاژ اِی‌سی را می‌توان به عنوان یک تابع از زمان توسط معادلهٔ زیر توضیح داد:
{\displaystyle V(t)=V_{\mathrm {peak} }\,\sin(\omega t)}
- {\displaystyle \displaystyle V_{\rm {peak}}}: ولتاژ حداکثر (واحد: ولت)
- {\displaystyle \displaystyle \omega }: فرکانس زاویه‌ای (واحد: رادیان بر ثانیه)

فرکانس زاویه‌ای وابسته به فرکانس است f (واحد: هرتز) که نشان دهندهٔ تعداد سیکل در ثانیه است {\displaystyle \displaystyle \omega =2\pi f}
- {\displaystyle \displaystyle t}: زمان (واحد: ثانیه)

اندازه قله تا قله (پیک-تو-پیک) ولتاژ اِی‌سی یعنی اختلاف بین بیشینه مثبت و بیشینه منفی. چون بیشینه {\displaystyle \sin(x)} برابر ۱+ و مقدار مینیمم آن ۱- است ولتاژ اِی‌سی بین {\displaystyle +V_{\rm {peak}}} و {\displaystyle -V_{\rm {peak}}} است ولتاژ پیک تو پیک را معمولاً با {\displaystyle V_{\rm {pp}}} یا {\displaystyle V_{\rm {P-P}}} نشان می‌دهند که برابر است با
{\displaystyle V_{\rm {peak}}-(-V_{\rm {peak}})=2V_{\rm {peak}}}

## توان وجذر متوسط مربع
رابطهٔ بین ولتاژ و توان تحویل داده شده:{\textstyle p(t)={\frac {v^{2}(t)}{R}}} است که در آن {\displaystyle R} نشان دهندهٔ مقاومت بار است.
در رابطه بالا استفاده از متوسط زمانی توان به جای توان لحظه‌ای {\displaystyle p(t)} سودمندتر است؛ بنابراین ولتاژ اِی‌سی اغلب به صورت مقدار جذر متوسط مربع یا مقدار مؤثر (ارام‌اس) بیان می‌شود و با {\textstyle V_{\rm {rms}}} نشان داده می‌شود؛ بنابراین:
{\displaystyle P_{\rm {time~averaged}}={\frac {{V^{2}}_{\rm {rms}}}{R}}}
برای ولتاژ سینوسی
{\displaystyle V_{\mathrm {rms} }={\frac {V_{\mathrm {peak} }}{\sqrt {2}}}}
به ضریب {\textstyle {\sqrt {2}}} عامل اوج گفته می‌شود که برای شکل موج‌های مختلف متفاوت است.
- شکل موج مثلثی متمرکز در صفر

{\displaystyle V_{\mathrm {rms} }={\frac {V_{\mathrm {peak} }}{\sqrt {3}}}}
- شکل موج مربعی متمرکز در صفر

{\displaystyle \displaystyle V_{\mathrm {rms} }=V_{\mathrm {peak} }.}
- برای هر شکل موج متناوب دلخواه

{\displaystyle V_{\mathrm {rms} }={\sqrt {{\frac {1}{T}}\int _{0}^{T}{v^{2}(t)dt}}}.}

## برای مطالعهٔ بیشتر
- Willam A. Meyers, History and Reflections on the Way Things Were: Mill Creek Power Plant – Making History with AC, IEEE Power Engineering Review, February 1997, pp. 22–24